# Bajonettfisk
Bajonettfisk (Aeoliscus strigatus) är en art i familjen rakknivsfiskar (Centriscidae) som är känd för sitt speciella simsätt. Den imiterar omkringflyttande blad. 
Fisken härstammar från Indiska oceanen och västra Stilla havet. Arten lever vid kusterna av östra Afrika, Madagaskar, Komorerna och mindre afrikanska öar i regionen. Mellan Somalia och Myanmar saknas bajonettfisk. Utbredningsområdet fortsätter från Andamanerna över Sydostasiens övärld till centrala Japan, Nya Guinea, östra Australien, Mikronesien och Nya Kaledonien. Individerna lever i regioner som är upp till 42 meter djupa.
Bajonettfisk gömmer sig intill koraller, sjöborrar och sjögräs. Födan utgörs främst av små kräftdjur som ingår i havets zooplankton. Urvalet kan variera mellan olika individer av samma art beroende på individens ålder. Stora exemplar äter främst märlkräftor av underordningen Gammaridea.
Flera exemplar fångas och hölls sedan i akvarium men det är oklart om hela beståndet påverkas. När korallrev går förlorat minskar även det lämpliga habitatet för bajonettfisken. Även områden med sjögräs minskar i samband med byggarbeten vid kusten och när fiskenät dras över grunden. Arten förökar sig ganska snabb med korta generationer och det behövs utredas hur den kan kompensera hoten. IUCN listar arten med kunskapsbrist (DD).

## Bilder

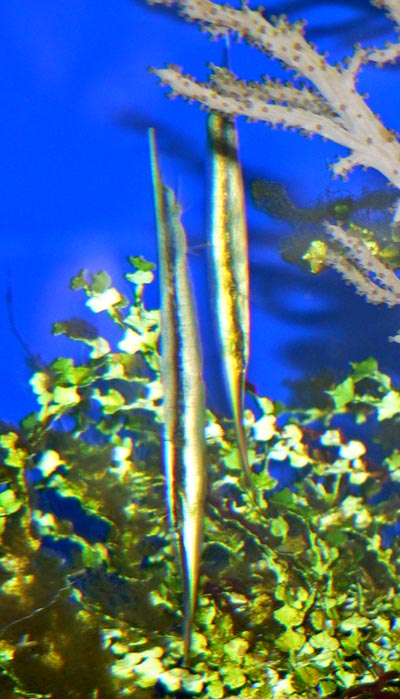
Bajonettfisk
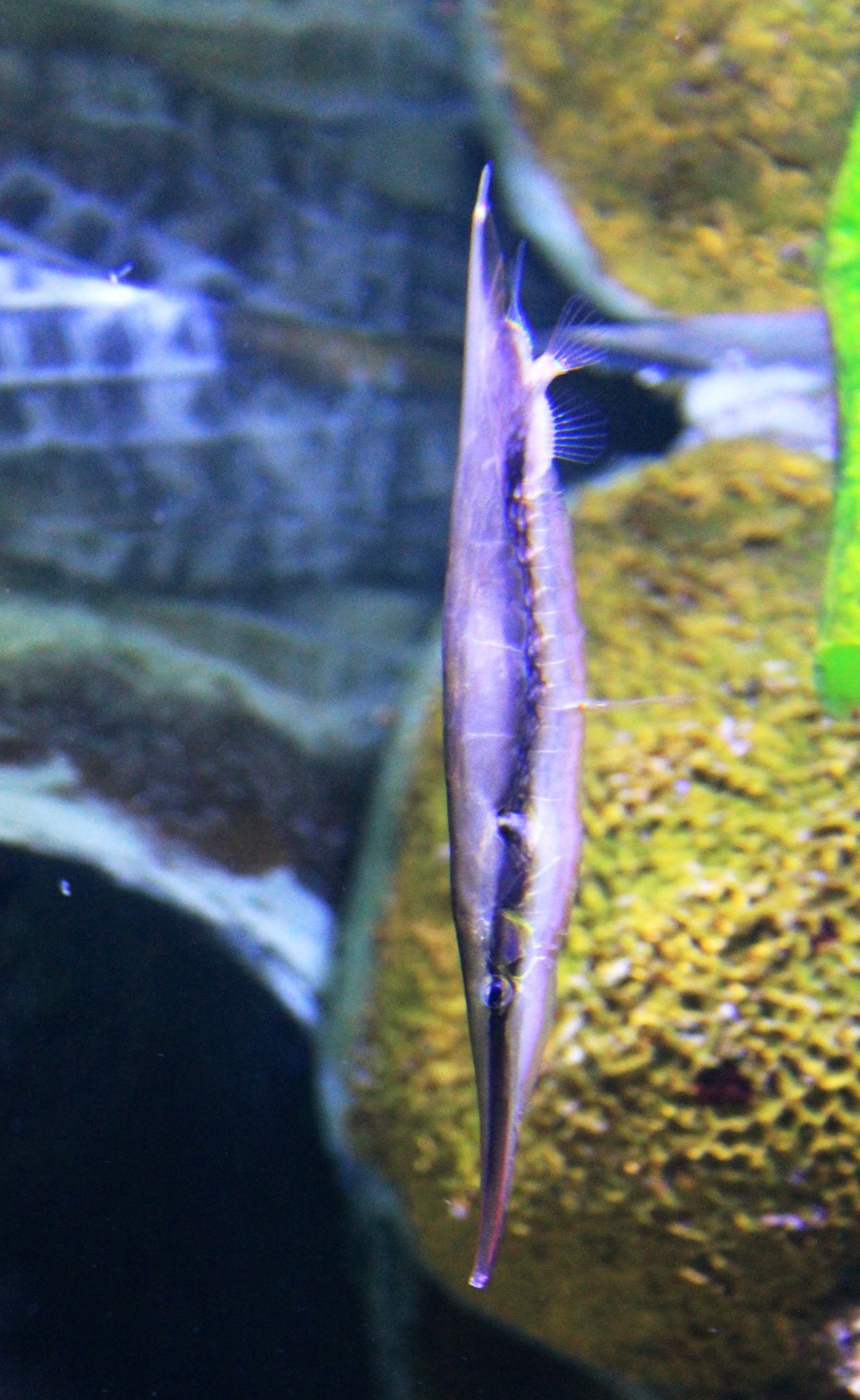
Exemplar i Prags akvarium